# Ljubašivka
Ljubašivka (ukrajinsky Любашівка, rusky Любашёвка – Ljubašjovka) je sídlo městského typu v Oděské oblasti na Ukrajině. K roku 2011 měla přes devět tisíc obyvatel.

## Poloha adoprava
Ljubašivka leží přibližně 165 kilometrů severně od Oděsy. Východně od města prochází dálnice M-05 z Kyjeva do Oděsy, po které je také vedena Evropská silnice E95 z Petrohradu do Merzifonu.

## Dějiny
Současné osídlení začíná v 18. století. Až do druhé světové války byla v obci nemalá židovská menšina.
Od roku 1957 je Ljubašivka sídlem městského typu.